# Ejido Luz Mazas
Ejido Luz Mazas är en ort i Mexiko.   Den ligger i kommunen Cuerámaro och delstaten Guanajuato, i den centrala delen av landet, 290 km väster om huvudstaden Mexico City. Ejido Luz Mazas ligger 1 698 meter över havet och antalet invånare är 385.
Terrängen runt Ejido Luz Mazas är platt åt nordost, men åt sydväst är den kuperad. Runt Ejido Luz Mazas är det ganska tätbefolkat, med 108 invånare per kvadratkilometer. Närmaste större samhälle är Cuerámaro, 4,2 km nordväst om Ejido Luz Mazas. Trakten runt Ejido Luz Mazas består till största delen av jordbruksmark.